# Llanera (kommun i Spanien, Asturien)
Llanera är en kommun i Spanien. Den ligger i den autonoma regionen Asturien i norra delen av landet, 400 km nordväst om huvudstaden Madrid. Antalet invånare är 13 938 (2024).  Arean är 107 kvadratkilometer. Llanera gränsar till Gijón, Corvera de Asturias, Oviedo, Siero, Illas och Las Regueras. 